# Liste der Monuments historiques in Trocy-en-Multien
Die Liste der Monuments historiques in Trocy-en-Multien führt die Monuments historiques in der französischen Gemeinde Trocy-en-Multien auf.

## Liste der Objekte
| Bezeichnung                          | Beschreibung | Standort                                                    | Kennzeichnung | Schutzstatus | Datum | Bild |
| ------------------------------------ | --- | ----------------------------------------------------------- | ------------- | ------------ | ----- | ---- |
| Skulptur Heiliger Nikolaus           | Holzskulptur aus dem 18. Jahrhundert | In der Kirche St-Médard (Lage)                              | PM77003430    | Inscrit      | 1979  |      |
| Kanzel                               | Geformte Kanzel aus Holz mit einer Rückwand und einer Decke, die aus einem Lampenschirm besteht und jeweils mit einer geschnitzten Rosette verziert wurde. Entstehungszeit im 18. Jahrhundert. | Im Kirchenschiff der Kirche St-Médard (Lage)                | PM77003772    | Inscrit      | 1980  |      |
| Fresko                               | Wandgemälde eines Wappens auf schwarzem Hintergrund aus dem 18. Jahrhundert. Das aufgemalte Wappen könnte das der Herzöge von Gesvres oder der Herzöge von Fresmes sein.                       | In der Kirche St-Médard (Lage)                              | PM77003428    | Inscrit      | 1979  |      |
| Weihwasserbecken                     | Das Weihwasserbecken aus Stein wurde an der Außenwand mit einem gewölbten Fries und geometrischen Verzierungen aus Spitzen und Bögen verziert. Hergestellt im 18. Jahrhundert.                 | Im Eingangsbereich der Kirche St-Médard (Lage)              | PM77003427    | Inscrit      | 1979  |      |
| Skulptur Heiliger Médard als Bischof | Holzskulptur aus dem 17. Jahrhundert. | In einer Nische über dem Portal der Kirche St-Médard (Lage) | PM77003772    | Inscrit      | 1979  |      |